# Drugi rząd Jana Petera Balkenende
Drugi rząd Jana Petera Balkenende (niderl. Kabinet-Balkenende II) – rząd Holandii urzędujący od 27 maja 2003 do 7 lipca 2006, powołany przez koalicję, którą tworzyły Apel Chrześcijańsko-Demokratyczny (CDA), Partia Ludowa na rzecz Wolności i Demokracji (VVD) i Demokraci 66 (D66).
Rząd powstał po przedterminowych wyborach w 2003. 29 czerwca 2006 partia D66 wystąpiła z koalicji. 30 czerwca gabinet podał się do dymisji, zaś 7 lipca zaprzysiężony został współtworzony przez CDA i VVD mniejszościowy trzeci rząd Jana Petera Balkenende.

## Skład rządu

### Ministrowie
- Premier: Jan Peter Balkenende (CDA)
- Wicepremier: Gerrit Zalm (VVD)
- Wicepremier: Thom de Graaf (D66, do 25 marca 2005)
- Wicepremier: Laurens Jan Brinkhorst (D66, od 31 marca 2005 do 3 lipca 2006)
- Minister spraw zagranicznych: Jaap de Hoop Scheffer (CDA, do 3 grudnia 2003), Ben Bot (CDA, od 3 grudnia 2003)
- Minister ds. rozwoju międzynarodowego: Agnes van Ardenne (CDA)
- Minister sprawiedliwości: Piet Hein Donner (CDA)
- Minister ds. integracji: Rita Verdonk (VVD)
- Minister spraw wewnętrznych: Johan Remkes (VVD)
- Minister ds. reformy administracji rządowej: Thom de Graaf (D66, do 25 marca 2005), Alexander Pechtold (D66, od 31 marca 2005 do 3 lipca 2006)
- Minister edukacji, kultury i nauki: Maria van der Hoeven (CDA)
- Minister finansów: Gerrit Zalm (VVD)
- Minister obrony: Henk Kamp (VVD)
- Minister mieszkalnictwa, planowania przestrzennego i środowiska: Sybilla Dekker (VVD)
- Minister transportu i gospodarki wodnej: Karla Peijs (CDA)
- Minister gospodarki: Laurens Jan Brinkhorst (D66, do 3 lipca 2006)
- Minister rolnictwa: Cees Veerman (CDA)
- Minister spraw społecznych i zatrudnienia: Aart Jan de Geus (CDA)
- Minister zdrowia, opieki społecznej i sportu: Hans Hoogervorst (VVD)

### Sekretarze stanu
- Sekretarz stanu ds. europejskich: Atzo Nicolaï (VVD)
- Sekretarz stanu ds. obrony: Cees van der Knaap (CDA)
- Sekretarz stanu ds. gospodarki: Karien van Gennip (CDA)
- Sekretarz stanu ds. finansów: Joop Wijn (CDA)
- Sekretarz stanu ds. kultury i mediów: Medy van der Laan (D66, do 3 lipca 2006)
- Sekretarz stanu ds. szkolnictwa wyższego: Annette Nijs (VVD, do 9 czerwca 2004), Mark Rutte (VVD, od 17 czerwca 2004 do 27 czerwca 2006)
- Sekretarz stanu ds. społecznych: Mark Rutte (VVD, do 17 czerwca 2004), Henk van Hoof (VVD, od 17 czerwca 2004)
- Sekretarz stanu ds. transportu i gospodarki wodnej: Melanie Schultz van Haegen (VVD)
- Sekretarz stanu ds. środowiska: Pieter van Geel (CDA)
- Sekretarz stanu ds. zdrowia, opieki społecznej i sportu: Clémence Ross-Van Dorp (CDA)